# Frangula henryi
Frangula henryi là một loài thực vật có hoa trong họ Táo. Loài này được (C.K.Schneid.) Grubov mô tả khoa học đầu tiên năm 1949.